# L'Or qui brûle
 (juillet 2025).
Pour plus de détails, voir Fiche technique et Distribution.
L'Or qui brûle est un court métrage muet français réalisé par Alfred Machin sorti en 1912.

## Fiche technique
- Titre : L'Or qui brûle
- Titre néerlandais : Het Vervloekte Geld
- Réalisation et scénario : Alfred Machin
- Société de production : Pathé Frères
- Pays d'origine :  France
- Format : muet - noir et blanc - 1,33:1 - 35 mm
- Durée : 22 minutes
- Date de sortie : 
  - France : 12 avril 1912

## Distribution
- Louis Bouwmeester : Verhoff
- Germaine Dury : Mme Verhoff
- Maurice Mathieu : le petit Verhoff
- Paul Sablon : Tijen
- Jacques Vandenne : Snuders
- Germaine Lecuyer : Trunski